# Дегола (Империја)
Дегола је насеље у Италији у округу Империја, региону Лигурија.
Према процени из 2011. у насељу је живело 2 становника. Насеље се налази на надморској висини од 282 м.